# Pallacanestro Cantù 1988-1989
Questa voce raccoglie le informazioni riguardanti la Pallacanestro Cantù nelle competizioni ufficiali della stagione 1988-1989.

## Stagione
La stagione 1988-1989 della Pallacanestro Cantù sponsorizzata Wiwa Vismara, è la 34ª nel massimo campionato italiano di pallacanestro, la Serie A1.
Ad inizio luglio la dirigenza canturina mise a segno un vero e proprio colpo di mercato ufficializzando l'ingaggio di Kent Benson, centro statunitense con undici stagioni fra i professionisti in NBA e prima scelta assoluta al Draft NBA 1977.
All'inizio della stagione Benson si infortunò ad un ginocchio e venne ingaggiato Ricky Gallon per sostituirlo nelle prime quattro partite. Benson scese in campo per la prima volta il 2 novembre contro il Tofas Bursa chiudendo con 18 punti, ma nel prosieguo della stagione continuò a fermarsi per infortuni, tanto che il 26 gennaio venne operato negli Stati Uniti. Il cammino in Coppa Korać proseguì e, nonostante l'assenza del suo centro titolare, la Pallacanestro Cantù riuscì a conquistare rocambolescamente l'accesso alle semifinali ai danni di Stroitel Kiev, DirektbankDen Helder e ÉB Orthez. In vista delle semifinali di Coppa la società decise di tesserare Greg Stokes per il campionato e continuare con Benson per la Coppa Korać. Esordio vincente per Stokes contro Reggio Emilia, ma un'irregolarità sulla tempistica di tesseramento portò gli emiliani a fare ricorso, che venne accolto con conseguente partita persa a tavolino più un punto di penalizzazione. Nelle semifinali di Coppa Cantù ebbe la meglio sulla Simac Milano e conquistò la finale contro il Partizan Belgrado. In quest'occasione ci fu anche il rientro di Kent Benson, tornato appositamente per giocare la finale da giocarsi sul doppio confronto di andata e ritorno. Al Pianella si imposero i canturini per 89-76, ma i tredici punti di vantaggio non bastarono perché in Serbia la Pallacanestro Cantù venne sconfitta 101-82, perdendo l'opportunità di conquistare la quarta Coppa Korać della sua storia. La delusione della sconfitta influì anche sulla stagione regolare, che Cantù concluse al decimo posto. Ai playoff i canturini furono eliminati al primo turno dall'Arimo Bologna.

## Roster
|    | Naz.                   | Ruolo | Sportivo             |  |  |  | Note |
| -- | ---------------------- | ----- | -------------------- |  |  |  | ---- |
| 4  | Italia (bandiera)      | A     | Alessandro Zorzolo   |  |  |  |      |
| 5  | Italia (bandiera)      | G     | Nicola Foschini      |  |  |  |      |
| 6  | Italia (bandiera)      | PG    | Umberto Cappelletti  |  |  |  |      |
| 7  | Italia (bandiera)      | A     | Enrico Milesi        |  |  |  |      |
| 8  | Italia (bandiera)      | AG    | Beppe Bosa           |  |  |  |      |
| 9  | Italia (bandiera)      | P     | Alberto Rossini      |  |  |  |      |
| 10 | Stati Uniti (bandiera) | C     | Kent Benson          |  |  |  |      |
| 10 | Stati Uniti (bandiera) | C     | Ricky Gallon         |  |  |  |      |
| 10 | Stati Uniti (bandiera) | C     | Greg Stokes          |  |  |  |      |
| 11 | Stati Uniti (bandiera) | AG    | Jeff Turner          |  |  |  |      |
| 12 | Italia (bandiera)      | G     | Antonello Riva       |  |  |  |      |
| 14 | Italia (bandiera)      | P     | Pier Luigi Marzorati |  |  |  |      |
| 15 | Italia (bandiera)      | C     | Angelo Gilardi       |  |  |  |      |
| -  | Italia (bandiera)      | AP    | Enrico Figlios       |  |  |  |      |
|    | Italia (bandiera)      | ALL   | Carlo Recalcati      |  |  |  |      |

## Mercato

### Sessione estiva
| Acquisti | Acquisti    | Acquisti            | Acquisti   |
| R.       | Nome        | da                  | Modalità   |
| -------- | ----------- | ------------------- | ---------- |
| C        | Kent Benson | Cleveland Cavaliers | definitivo |

| Cessioni | Cessioni | Cessioni      | Cessioni       |
| R.       | Nome     | a             | Modalità       |
| -------- | -------- | ------------- | -------------- |
| C        | Dan Gay  | Pall. Treviso | fine contratto |

### Dopo l'inizio della stagione
| Acquisti | Acquisti     | Acquisti          | Acquisti   |
| R.       | Nome         | da                | Modalità   |
| -------- | ------------ | ----------------- | ---------- |
| C        | Ricky Gallon | Free agent        | definitivo |
| C        | Greg Stokes  | Joventut Badalona | definitivo |

| Cessioni | Cessioni     | Cessioni   | Cessioni       |
| R.       | Nome         | a          | Modalità       |
| -------- | ------------ | ---------- | -------------- |
| C        | Ricky Gallon | Free agent | fine contratto |